# أوبارو
أوبارو (بالإنجليزية: Auparu)‏ معنى الكلمة «الندى اللطيف». وهو جدول في أروتوغنا (في جزر كوك) حيث اشتهر بأن الحوريات يستحممن فيه.